# Iodopepla baliola
Iodopepla baliola là một loài bướm đêm trong họ Noctuidae.